# Ranney-Nunatak
Der Ranney-Nunatak ist ein Nunatak im westantarktischen Marie-Byrd-Land. In den Ford Ranges ragt er am südwestlichen Ausläufer der Gutenko-Nunatakker auf.
Wissenschaftler der United States Antarctic Service Expedition (1939–1941) entdeckten und kartierten ihn. Das Advisory Committee on Antarctic Names benannte den Nunatak 1970 nach Charles R. Ranney (1931–1988), Ionosphärenphysiker auf der Byrd-Station im Jahr 1969.